# Bonellia minor
Bonellia minor is een lepelworm uit de familie Bonelliidae.
De wetenschappelijke naam van de soort werd in 1886 door Marion & Rietsh gepubliceerd.